# Jailly-les-Moulins
Jailly-les-Moulins ist eine französische Gemeinde mit 76 Einwohnern (Stand: 1. Januar 2022) im Département Côte-d’Or in der Region Bourgogne-Franche-Comté (vor 2016 Burgund). Sie gehört zum Arrondissement Montbard und zum Gemeindeverband Pays d’Alésia et de la Seine.

## Geografie
Die Gemeinde Jailly-les-Moulins liegt im Osten der Landschaft Auxois, etwa 45 Kilometer nordwestlich von Dijon am Fluss Ozerain. Das 9,29 km² umfassende Gemeindegebiet erstreckt sich beiderseits des Ozerain-Tales. Das namengebende Dorf liegt auf 300 m über dem Meer; nach Osten und Westen steigt das Gelände allmählich an und erreicht auf den Plateaus Höhen von über 450 m über Meereshöhe. Der Hügel Les Montots unmittelbar westlich des Dorfes markiert mit 499 m den höchsten Punkt in der Gemeinde. Die steileren Hänge sind bewaldet und der Flusslauf des Ozerain wird von Auwaldresten gesäumt. Auf den Hochplateaus herrschen Ackerflächen vor. Umgeben wird Jailly-les-Moulins von den Nachbargemeinden Hauteroche im Norden, Boux-sous-Salmaise im Osten, Villeberny im Süden, Dampierre-en-Montagne im Südwesten sowie La Roche-Vanneau im Westen.

## Bevölkerungsentwicklung
| Jahr      | 1962 | 1968 | 1975 | 1982 | 1990 | 1999 | 2006 | 2012 | 2021 |
| Einwohner | 133  | 130  | 116  | 117  | 116  | 103  | 94   | 98   | 75   |

Im Jahr 1793 wurde mit 469 Bewohnern die bisher höchste Einwohnerzahl ermittelt. Die Zahlen basieren auf den Daten von cassini.ehess und INSEE.

## Sehenswürdigkeiten
- Kirche Sainte-Reine
- Château de Breussailles
- Moulin de la Charme, Wassermühle
- Höhle Grotte de Deugnan
- mehrere Flurkreuze
- Denkmal für die Gefallenen des Ersten Weltkrieges vor der Kirche
- Denkmal für die Gefallenen des Zweiten Weltkrieges am Rathaus

## Wirtschaft und Infrastruktur
In Jailly-les-Moulins gibt es 15 Landwirtschaftsbetriebe (Getreideanbau, Rinder-, Ziegen- und Schafzucht).
Durch Jailly-les-Moulins führt die Fernstraße D 9 von Venarey-les-Laumes nach Villy-en-Auxois. Im 23 Kilometer nordöstlich gelegenen Sombernon besteht ein Anschluss an die Autoroute A 38 nach Dijon.

## Belege
1. ↑  Jailly-les-Moulins auf cassini.ehess
2. ↑  Jailly-les-Moulins auf INSEE
3. ↑  Landwirtschaftsbetriebe auf annuaire-mairie.fr